# Nepalella pianma
Nepalella pianma är en mångfotingart som beskrevs av Shear 2002. Nepalella pianma ingår i släktet Nepalella och familjen Lankasomatidae. Inga underarter finns listade i Catalogue of Life.